# Marquesat de Figueroa
El marquesat de Figueroa és un títol nobiliari espanyol atorgat pel Rei Carles II mitjançant Reial decret del 6 de maig de 1675.
El concessionari de la mercè va ser Baltasar Pardo de Figueroa y Lupidana, cavaller de Santiago, General de l'Armada de la Mar del Sud, Capità General de la província de Tucumán. El Reial Despatx va ser expedit el 10 d'octubre de 1679 en favor del seu fill Baltasar Pardo de Figueroa y Sotomayor, que fou el primer posseïdor legal del títol.
La denominació al·ludeix a la casa pairal i torre de Figueroa, situada en la parròquia de San Miguel de Figueroa, municipi d'Abegondo i actual província de La Corunya. Aquesta torre va ser reedificada en 1622 pel pare del primer concessionari, Ares Pardo de Figueroa, Capità General del Regne de Galícia i també cavaller de Sant Jaume.

## Llista de marquesos de Figueroa
|                                 | Titular                                              | Període                         |
| Creació per Carles II d'Espanya | Creació per Carles II d'Espanya                      | Creació per Carles II d'Espanya |
| ------------------------------- | ---------------------------------------------------- | ------------------------------- |
| «I»                             | Baltasar Pardo de Figueroa y Lupidana                | 1675-c.1678                     |
| I                               | Baltasar Pardo de Figueroa y Sotomayor               | 1679-                           |
| II                              | Juan José Pardo de Figueroa                          | -1733                           |
| III                             | Baltasar Manuel Pardo de Figueroa y Duque de Estrada | 1733-1786                       |
| IV                              | Francisco Javier Pardo de Figueroa Valladares        | 1786-                           |
| V                               | Baltasar Pardo de Figueroa y Sarmiento               | -1808                           |
| VI                              | Ramona Pardo de Figueroa y Sarmiento                 | 1808-1838                       |
| VII                             | Juana Pardo de Figueroa y Caamaño                    | 1838-1843                       |
| VIII                            | Francisco Javier de Losada y Pardo de Figueroa       | 1843-1847                       |
| IX                              | José de Losada y Miranda                             | 1847-1857                       |
| X                               | Baltasar de Losada y Miranda                         | 1857-1858                       |
| XI                              | María Ramona de Losada y Miranda                     | 1858-1880                       |
| XII                             | Juan Bautista de Armada y Losada                     | 1880-1932                       |
| XIII                            | Juan Gil y Armada                                    | 1935-1982                       |
| XIV                             | Juan Gil de Araujo y González de Careaga             | 1982-actual                     |